# Xenomedea
Xenomedea is een monotypisch geslacht van straalvinnige vissen uit de familie van de slijmvissen (Labrisomidae).

## Soort
- Xenomedea rhodopyga Rosenblatt & Taylor, 1971